# Chopper Command
Chopper Command é um jogo eletrônico produzido pela Activision para o Atari 2600 lançado em junho de 1982. Nele o jogador controla um helicóptero que deve proteger uma caravana de caminhões dos ataques de helicópteros e aviões inimigos.

## Relançamentos
O jogo está presente na versão Game Boy Advance de Activision Anthology e no serviço Game Room do Xbox 360 e computadores Windows.